# هانا موسكوفيتش
هانا موسكوفيتش (بالإنجليزية: Hannah Moskowitz)‏ (12 أبريل 1991)؛ كاتِبة مُتخصِّصة في أدب الأطفال وروائية أمريكية.